# Florian Camathias
Florian Camathias (Wittenbach, 23 marzo 1924 – Dartford, 10 ottobre 1965) è stato un pilota motociclistico svizzero.

## Carriera
Dopo aver iniziato la carriera nelle gare in singolo già dal 1947, partecipando anche ad alcune edizioni del Gran Premio motociclistico di Svizzera è passato a gareggiare tra i sidecar dove è stato presente in classifica dal motomondiale 1955 al motomondiale 1965 con passeggeri diversi.
Già nel 1961 aveva avuto un grave incidente in una gara a Modena in cui è morto il suo coéquipier Hilmar Cecco e in cui Camathias aveva subito gravi fratture; in occasione di una gara fuori campionato, disputata sul Circuito di Brands Hatch il 9 ottobre 1965, è incorso in un nuovo gravissimo incidente a causa di un guasto al suo veicolo ed è deceduto il giorno successivo.
Nei primi anni di gare ha utilizzato sidecar BMW mentre negli ultimi ha utilizzato un veicolo nato dalla sua collaborazione con altri due famosi piloti di sidecar, Helmut Fath e Colin Seeley, da cui la sigla FCS.
In totale, nel motomondiale, si è piazzato per quattro volte al secondo posto finale, ha ottenuto 8 vittorie nei singoli gran premi ed è salito 23 volte sul podio; ha ottenuto inoltre due titoli nazionali svizzeri. In suo onore è stata istituita la Camathias Cup, competizione dedicata ai sidecar.

## Risultati nel motomondiale
| 1954 | Classe | Moto       |  |  |  |    |  |  |   |  |    |  |  |  |  | Punti | Pos. |
| ---- | ------ | ---------- |  |  |  | -- |  |  | - |  | -- |  |  |  |  | ----- | ---- |
| 1954 | 250    | Moto Guzzi |  |  |  | NE |  |  | 7 |  | NE |  |  |  |  | 0     |      |

| Legenda | 1º posto        | 2º posto            | 3º posto            | A punti      | Senza punti        | Grassetto – Pole position Corsivo – Giro più veloce |
| Legenda | Gara non valida | Non qual./Non part. | Ritirato/Non class. | Squalificato | '-' Dato non disp. | Grassetto – Pole position Corsivo – Giro più veloce |

### Classe 500
| 1951 | Classe | Moto |  |     |  |  |  |  |  |  |  |  |  |  |  | Punti | Pos. |
| ---- | ------ | ---- |  | --- |  |  |  |  |  |  |  |  |  |  |  | ----- | ---- |
| 1951 | 500    | BMW  |  | Rit |  |  |  |  |  |  |  |  |  |  |  | 0     |      |

| 1953 | Classe | Moto |  |  |  |    |  |  |    |  |  |  |  |  |  | Punti | Pos. |
| ---- | ------ | ---- |  |  |  | -- |  |  | -- |  |  |  |  |  |  | ----- | ---- |
| 1953 | 500    | BMW  |  |  |  | NE |  |  | 14 |  |  |  |  |  |  | 0     |      |

| 1954 | Classe | Moto   |  |  |    |  |  |  |    |  |  |  |  |  |  | Punti | Pos. |
| ---- | ------ | ------ |  |  | -- |  |  |  | -- |  |  |  |  |  |  | ----- | ---- |
| 1954 | 500    | Norton |  |  | AN |  |  |  | 11 |  |  |  |  |  |  | 0     |      |

| Legenda | 1º posto        | 2º posto            | 3º posto            | A punti      | Senza punti        | Grassetto – Pole position Corsivo – Giro più veloce |
| Legenda | Gara non valida | Non qual./Non part. | Ritirato/Non class. | Squalificato | '-' Dato non disp. | Grassetto – Pole position Corsivo – Giro più veloce |

### Sidecar
| 1955 | Classe  | Moto |  |    |  |   |   |   |    |   |  |  |  |  |  | Punti | Pos. |
| ---- | ------- | ---- |  | -- |  | - | - | - | -- | - |  |  |  |  |  | ----- | ---- |
| 1955 | sidecar | BMW  |  | NE |  | - | 8 | - | NE | 4 |  |  |  |  |  | 3     | 11º  |

| 1956 | Classe  | Moto |  |   |   |   |   |   |  |  |  |  |  |  |  | Punti | Pos. |
| ---- | ------- | ---- |  | - | - | - | - | - |  |  |  |  |  |  |  | ----- | ---- |
| 1956 | sidecar | BMW  |  | 5 | - | - | 3 | 4 |  |  |  |  |  |  |  | 9     | 5º   |

| 1957 | Classe  | Moto |   |   |   |   |    |   |  |  |  |  |  |  |  | Punti | Pos. |
| ---- | ------- | ---- | - | - | - | - | -- | - |  |  |  |  |  |  |  | ----- | ---- |
| 1957 | sidecar | BMW  | 4 | 3 | - | 2 | NE | 3 |  |  |  |  |  |  |  | 17    | 3º   |

| 1958 | Classe  | Moto |   |   |   |   |    |    |    |  |  |  |  |  |  | Punti   | Pos. |
| ---- | ------- | ---- | - | - | - | - | -- | -- | -- |  |  |  |  |  |  | ------- | ---- |
| 1958 | sidecar | BMW  | 2 | 1 | 2 | 2 | NE | NE | NE |  |  |  |  |  |  | 20 (26) | 2º   |

| 1959 | Classe  | Moto |   |   |   |   |     |    |    |    |  |  |  |  |  | Punti | Pos. |
| ---- | ------- | ---- | - | - | - | - | --- | -- | -- | -- |  |  |  |  |  | ----- | ---- |
| 1959 | sidecar | BMW  | - | 2 | 1 | 1 | Rit | NE | NE | NE |  |  |  |  |  | 22    | 2º   |

| 1960 | Classe  | Moto |   |   |    |   |   |    |    |  |  |  |  |  |  | Punti | Pos. |
| ---- | ------- | ---- | - | - | -- | - | - | -- | -- |  |  |  |  |  |  | ----- | ---- |
| 1960 | sidecar | BMW  | 3 | 5 | 16 | - | 2 | NE | NE |  |  |  |  |  |  | 12    | 4º   |

| 1961 | Classe  | Moto |     |  |  |  |  |  |    |    |    |    |    |  |  | Punti | Pos. |
| ---- | ------- | ---- | --- |  |  |  |  |  | -- | -- | -- | -- | -- |  |  | ----- | ---- |
| 1961 | sidecar | BMW  | Rit |  |  |  |  |  | NE | NE | NE | NE | NE |  |  | 0     |      |

| 1962 | Classe  | Moto |   |   |     |   |   |   |    |    |    |    |    |  |  | Punti | Pos. |
| ---- | ------- | ---- | - | - | --- | - | - | - | -- | -- | -- | -- | -- |  |  | ----- | ---- |
| 1962 | sidecar | BMW  | 2 | 2 | Rit | 7 | 1 | 2 | NE | NE | NE | NE | NE |  |  | 26    | 2º   |

| 1963 | Classe  | Moto |   |   |    |   |   |     |    |    |    |    |    |    |  | Punti   | Pos. |
| ---- | ------- | ---- | - | - | -- | - | - | --- | -- | -- | -- | -- | -- | -- |  | ------- | ---- |
| 1963 | sidecar | FCS  | 3 | 1 | AN | 1 | 3 | Rit | NE | NE | NE | NE | NE | NE |  | 20 (24) | 2º   |

| 1964 | Classe  | Moto       |    |   |   |    |     |   |   |    |    |    |    |    |  | Punti | Pos. |
| ---- | ------- | ---------- | -- | - | - | -- | --- | - | - | -- | -- | -- | -- | -- |  | ----- | ---- |
| 1964 | sidecar | Gilera/FCS | NE | 1 | - | 15 | Rit | - | - | NE | NE | NE | NE | NE |  | 8     | 7º   |

| 1965 | Classe  | Moto |    |   |     |   |     |     |   |    |    |    |    |     |    | Punti | Pos. |
| ---- | ------- | ---- | -- | - | --- | - | --- | --- | - | -- | -- | -- | -- | --- | -- | ----- | ---- |
| 1965 | sidecar | BMW  | NE | - | Rit | 1 | Rit | Rit | 5 | NE | NE | NE | NE | Rit | NE | 10    | 4º   |

| Legenda | 1º posto        | 2º posto            | 3º posto            | A punti      | Senza punti        | Grassetto – Pole position Corsivo – Giro più veloce |
| Legenda | Gara non valida | Non qual./Non part. | Ritirato/Non class. | Squalificato | '-' Dato non disp. | Grassetto – Pole position Corsivo – Giro più veloce |